# Teatro Apollo (Lecce)
Pour les articles homonymes, voir Apollo et Teatro Apollo.
Le théâtre Apollo de Lecce est une des œuvres architecturales les plus précieuses de la province du Salento. Il a été rouvert au public avec l'inauguration le 3 février 2017 en présence du président de la République Sergio Mattarella et du ministre du Patrimoine culturel et du Tourisme Dario Franceschini. 

## Histoire
Le théâtre Apollo est né au XXe siècle. Il est construit par le Maestro Vincenzo Cappello sur un projet de l'ingénieur Tassoni. Il est situé dans le centre de Lecce et a une structure néoclassique, caractérisée par une colonnade qui s'ouvre sur un portique, qui mène aux guichets en bois.
L'ouvrage a été inauguré le 15 mai 1912 et fermé en 1986. Le 27 novembre 2003, la municipalité a acheté le théâtre aux héritiers de Cappello.
Les travaux de rénovation ont commencé le 5 juin 2008. Lors de la restauration, des découvertes datant du néolithique ont été retrouvées et une partie du théâtre est aujourd'hui un espace muséal.
Le 3 février 2017, le théâtre rouvre ses portes au public avec une inauguration solennelle, honorée par la présence du président de la République Sergio Mattarella.